# Női 25 kilométeres hosszútávúszás a 2013-as úszó-világbajnokságon
A női 25 kilométeres hosszútávúszás versenyt a 2013-as úszó-világbajnokságon július 27-én rendezték meg.

## Érmesek
| Arany                          | Ezüst                       | Bronz                                  |
| Martina Grimaldi · Olaszország | Angela Maurer · Németország | Eva Fabian · Amerikai Egyesült Államok |

## Eredmény
| Helyezés  | Úszó                        | Nemzetiség | Idő       |
| --------- | --------------------------- | ---------- | --------- |
| Aranyérem | Martina Grimaldi            | ITA        | 5:07:19.7 |
| Ezüstérem | Angela Maurer               | GER        | 5:07:19.8 |
| Bronzérem | Eva Fabian                  | USA        | 5:07:20.4 |
| 4         | Alice Franco                | ITA        | 5:07:22.9 |
| 5         | Ana Marcela Cunha           | BRA        | 5:07:23.4 |
| 6         | Christine Jennings          | USA        | 5:07:32.3 |
| 7         | Margarita Dominguez Cabezas | ESP        | 5:11:55.5 |
| 8         | Yumi Kida                   | JPN        | 5:16:25.7 |
| 9         | Lei Shan                    | CHN        | 5:16:34.3 |
| 10        | Alexandra Sokolova          | RUS        | 5:18:14.3 |
| 11        | Yang Dandan                 | CHN        | 5:19:13.7 |
| 12        | Celia Barrot                | FRA        | 5:20:31.8 |
| 13        | Paola Pérez                 | VEN        | 5:22:40.1 |
| 14        | Silvie Rybářová             | CZE        | 5:22:42.4 |
| 15        | Julia Lucila Arino          | ARG        | 5:22:47.0 |
| 16        | Vicenia Navarro             | VEN        | 5:23:31.8 |
| 17        | Nadine Williams             | CAN        | 5:42:17.9 |
| 18        | Xeniya Romanchuk            | KAZ        | 5:43:40.5 |
| –         | Wasella Hussien             | EGY        | DNF       |
| –         | Svenja Zihsler              | GER        | DNF       |
| –         | Olga Beresnyeva             | UKR        | DNF       |
| –         | Barbora Picková             | CZE        | DNF       |